# 小行星6395
小行星6395（英語：6395 Hilliard）是一颗围绕太阳公转的小行星。1990年10月21日，串田嘉男、村松修在八之岳发现了此天体。
这颗小行星的绝对星等为179.51378等。